# アバイア
アバイア（英語:Avaya Inc.）は、アメリカ合衆国の通信、ネットワーク機器メーカーである。本社はカリフォルニア州サンタクララ。2000年にルーセント・テクノロジー（現:アルカテル・ルーセント）からのスピンオフにより誕生した。
　　

## 概要
日本には日本法人で、Avaya inc.の完全子会社である日本アバイアがある。ビジネス向けIPテレフォニー環境の構築を主力としている。
主な製品はIP-PBX、ビジネスシステム向けIP電話製品、コールセンター向けソフトウェアなど一連のコンタクトセンターソリューションである。
コールセンター、ヘルプデスクセンターにて導入されるIP-PBX製品では、世界トップシェアを誇る。
国内コンタクトセンター市場でも日本アバイアが、53.2％の市場シェアで、2位に23%の差をつけ、2000年以来10年連続でトップの座を獲得している。（PBX/ACD分野のメーカー別対応シート数シェア
2010年4月15日発行ミック経済研究所「CRM実現のためのITソリューションマーケットの現状と展望2010年度版」）

## 沿革
2007年6月、IT分野の成長産業への大規模投資を専門とする投資会社であるSilver Lake、および投資信託組合であるTPG Capitalにより82億ドルで買収され、非上場となる。以後、決算情報は公開していない。
2009年12月、ノーテルのエンタープライズ・ソリューションズ事業を9億ドルで買収し、データネットワーク事業を追加。
2010年9月、コラボレーション・ソリューションの新製品群「Avaya Video Collaboration Solutions」を発表。ビデオ事業を追加。

## サッカーでの広報
2002年と2006年のFIFAワールドカップのオフィシャルスポンサーであった。なお、2006年大会は日本戦3試合に限り「AVAYA」の看板が「AVAYA 日本アバイア」と日本語表記に変更された。2015年に完成したアバイア・スタジアムはサンノゼ・アースクエイクスのホームグラウンドであり、同社が命名権を取得した。